# Étang d'Herculat
L'étang d'Herculat, dit le grand étang, est un étang situé à l'est de Treignat, à l'extrémité sud-ouest du département de l'Allier.
Il est formé par la Magieure (affluent de rive gauche du Cher), peu après sa naissance, sur le territoire de cette commune. Il précède en amont de quelques dizaines de mètres le petit étang. Il est longé au sud par la ligne de Montluçon à Saint-Sulpice-Laurière.
Il a une superficie de 18 hectares, une longueur de 950 mètres, une largeur de 300 mètres et une profondeur moyenne d'un mètre. Le volume d'eau est de 180 000 m3. 
Riche en carpes, il a été vidangé en mars 2018 mais a été parfois menacé de pollution induisant notamment une prolifération de cyanobactéries.
Il est aménagé en plan d'eau de loisir (camping, baignade, pêche).